# Сонки, Станислав Максимович
Станислав Максимович Сонки (сценический псевдоним; в некоторых источниках — Сонхоцкий; настоящая фамилия Зонкинд; 1844—1941) — русский артист оперы (баритон) и вокальный педагог.

## Биография
Станислав Сонки родился в 1844 году (по другим данным в 1853 году).
Пению обучался в Милане у Ф. Ламперти. В 1876 году дебютировал в партии Риголетто (одноимённой оперы Дж. Верди) и до 1884 года выступал на оперных сценах Италии (Неаполь, Венеция, Флоренция), Англии (Лондон), США (Нью-Йорк) и других.
Рано был вынужден оставить сцену. Занимался вокально-педагогической деятельностью. Изучал анатомию, физиологию, акустику певческого голоса, ларингологию (под руководством миланского профессора Лябуса), знакомился с методологией вокальной педагогики в Париже (у профессора Обридье) и в Вене (у Х. Рокитанского). В 1885 году организовал в Милане курсы пения.
С 1888 года жил в России, где вёл педагогическую работу вначале в Музыкально-драматическом училище Московского филармонического общества, затем (с 1891 года) — в Петербурге. В Петербурге уроки пения у Сонки брала Анастасия Вяльцева. В это время он был председателем Петербургского вокального общества.
Выступал с лекциями и докладами в Москве, Петербурге, Киеве, Харькове. В 1908 году вместе с А. Зилоти и Н. Финдейзеном организовал «Общество друзей музыки», в котором возглавлял вокальную секцию, в 1911 — организовал и возглавил «Вокальное общество».
После 1917 года часто выступал с лекциями и докладами по методике сольного пения в Ленинграде (Центральный дом просвещения, Дом учёных, Центральный Дом искусств). В 1925 году выступил с докладом о старой итальянской школе на I Всероссийской конференции вокальных ученых и педагогов.
В 1926 году Станислав Максимович Сонки провёл цикл лекций для профессоров-преподавателей вокального искусства и студентов-вокалистов старшего курса Ленинградской консерватории на тему «Методика сольного пения в связи с физиологией и акустикой органов, воспроизводящих звук».
В 1925 году Сонки организовал научно-вокальную секцию при Ленинградском Центральном Доме искусств, в которой работали вокальные педагоги, научные работники по ларингологии, физиологии, акустике, рефлексологии и психологии. В 1928 году секция была реорганизована в самостоятельное научно-вокальное общество.
Среди его учеников — С. А. Борисоглебский (1897), С. В. Брыкин, А. Д. Вяльцева, В. И. Лазарев (1897), А. И. Маклецкая (частные уроки), М. Г. Цыбущенко (1889—1891), М. Ф. Швец (1905—1909), Е. П. Ширяева (конец 1880-х).
Станислав Максимович Сонки умер в феврале 1941 года в Ленинграде.